# Tomoyoshi Ono
Tomoyoshi Ono (小野 智吉 Ono Tomoyoshi?), född 12 augusti 1979 i Kanagawa prefektur, är en japansk före detta fotbollsspelare.
Ono började sin karriär 1998 i Bellmare Hiratsuka (Shonan Bellmare). Efter Shonan Bellmare spelade han för Yokohama FC. Han spelade 218 ligamatcher för klubben. Han avslutade karriären 2010.